# レンナルト・カルレソン
レンナルト・カルレソン（Lennart Axel Edvard Carleson、1928年3月18日 - ）は、スウェーデンの数学者。調和解析の分野の第一人者として知られる。

## 経歴
ストックホルム生まれ。Arne Beurlingに師事し、ウプサラ大学で1950年に博士号を取得した。現在はウプサラ大学、ストックホルムの王立工科大学、カリフォルニア大学ロサンゼルス校の名誉教授であり、1968年から1984年までミッタク・レフラー工学研究所の所長を務めていた。1978年から1982年の間は国際数学連合の会長だった。
1953年にButte Jonssonと結婚し、一男一女がいる。

## 研究
カルレソンは組合せ数学の方法を用いて、いくつかの著名な問題を解決した。例えば、ハーディ空間におけるコロナ問題（1962年）や、フーリエ級数の概収束などである。彼はまた、「カルレソンの測度論」の研究でも知られている。
重要な論文を次々に発表するほかに、ポテンシャル論に関する影響の大きい著書も著している。1967年のSelected Problems on Exceptional Setsと1993年のComplex Dynamicsである。

## 受賞
- 1984年 スティール賞
- 1992年 ウルフ賞数学部門
- 2002年 ロモノーソフ金メダル
- 2003年 シルベスターメダル
- 2006年 アーベル賞

## 参照
- Lennart Carleson at the Mathematics Genealogy Project